# Gustave Kahn
Gustave Kahn, francoski pesnik in kritik judovskega rodu, * 21. december 1859, Metz, † 5. september 1936, Pariz.
Kahn je bil eden od najpomembnejših francoskih zagovornikov simbolizma.Zagovarjal je svobodni verz.
Nekaj njegovih pesmi je uglasbil francoski skladatelj Charles Loeffler.